# 자타르

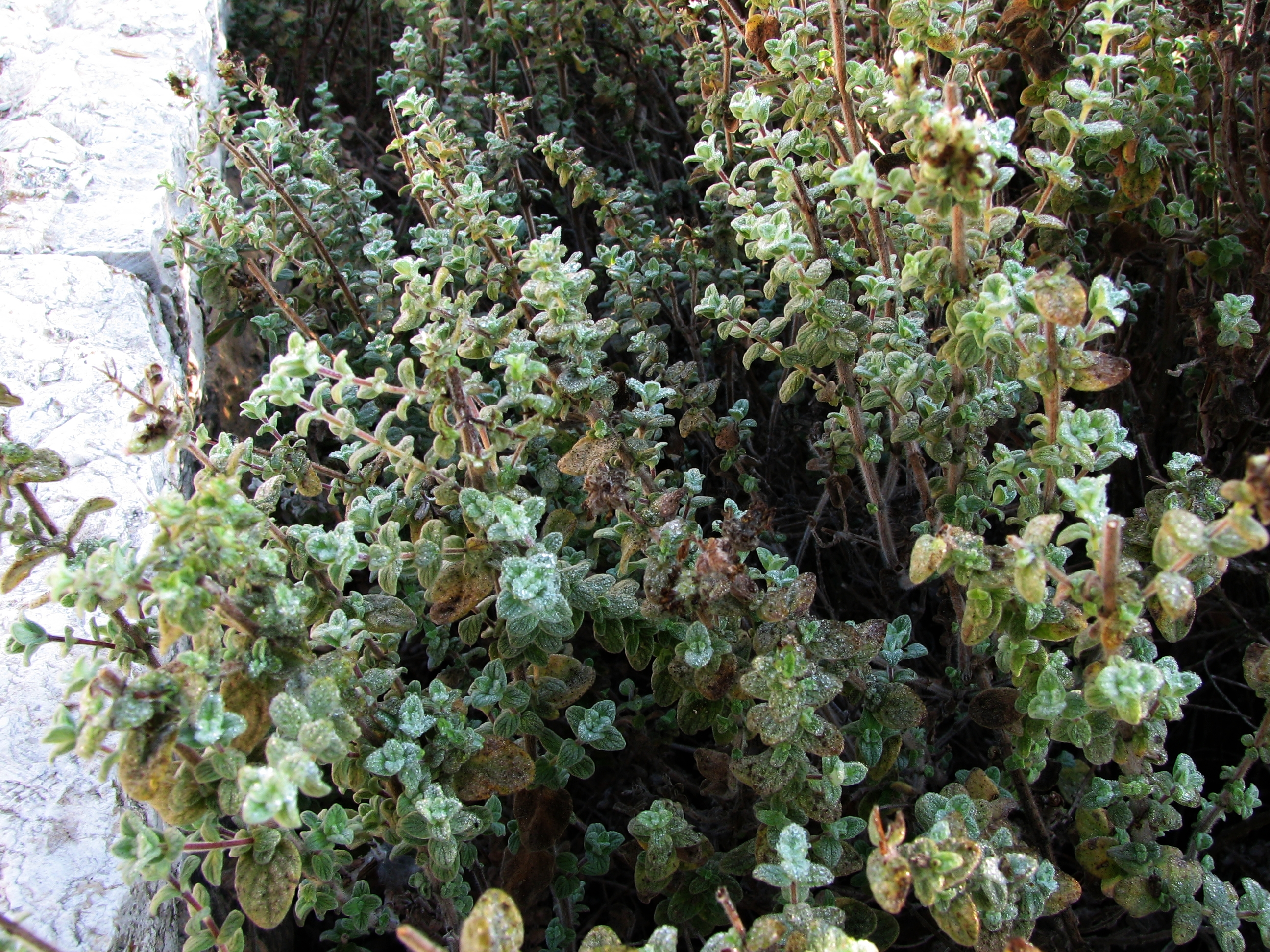
예루살렘 식물원의 자타르

자타르(아랍어: زعتر)는 중동에서 자라는 꿀풀과(오레가노속, 칼라민타속, 백리향속, 세이보리속 등) 허브를 부르는 말이다. 성경에 에조브(또는 "우슬"이나 "우슬초", "히솝" 등)라는 이름으로 나오는 시리아오레가노를 단독으로 일컫기도 한다.
자타르는 또한 허브에 볶은 참깨와 소금 및 향신료를 배합해 만든 조미료를 일컫기도 하며, 이것이 레반트 요리를 비롯한 중동 요리에서 널리 쓰인다.

## 이름
아랍어 "자타르(زعتر)"의 동원어로는 백리향속 또는 세이보리속 식물을 일컫는 시리아어 "사트라(ܨܬܪܐ)", 세이보리속 식물을 일컫는 히브리어 "차트라(צתרה)", 그리고 세이보리속의 학명인 "사투레야(Satureja)" 등이 있다.

## 조미료

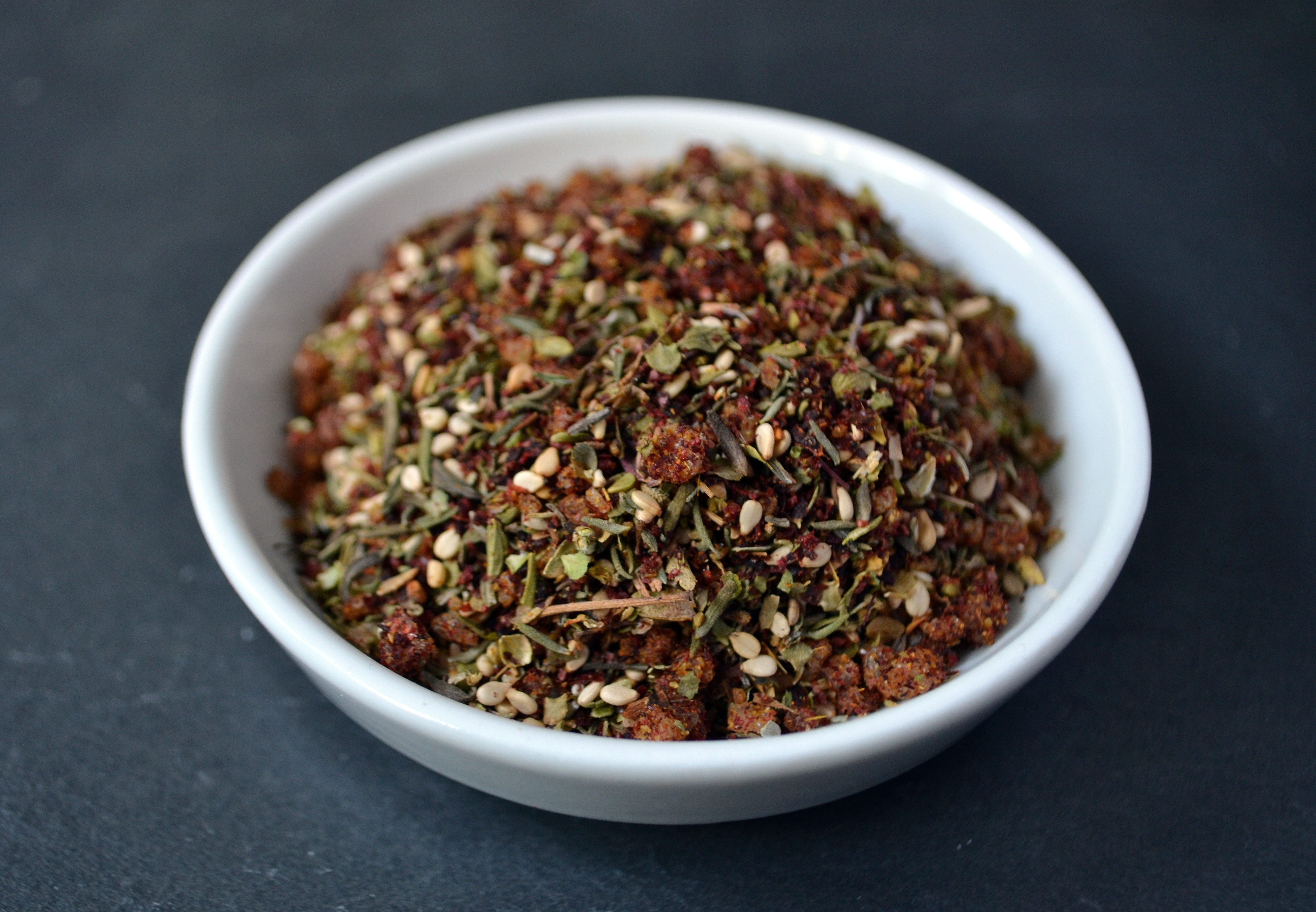
자타르

비옥한 초승달 지대와 아라비아 반도 지역에서는 집집마다 여러 가지 방식으로 자타르를 만든다. 숨마끄 등 향신료 넣으면 자타르가 붉은색을 띠게 된다. 그 외에도 세이보리나 쿠민, 깟씨, 회향, 캐러웨이 등을 넣어 만들기도 한다.
시리아오레가노에 볶은 참깨와 소금 및 향신료를 배합해 만든 조미료는 "나블루스 자타르(아랍어: زعتر نابلسي 자타르 나불시[*])"로 불린다.
백리향을 쓴 것은 "알레포 자타르(아랍어: زعتر حلبي 자타르 할라비[*])"라 불리는데, 보통 아니스와 숨마끄, 깟씨 외에도 석류씨가 들어가는 것이 특징이다.

## 사진 갤러리

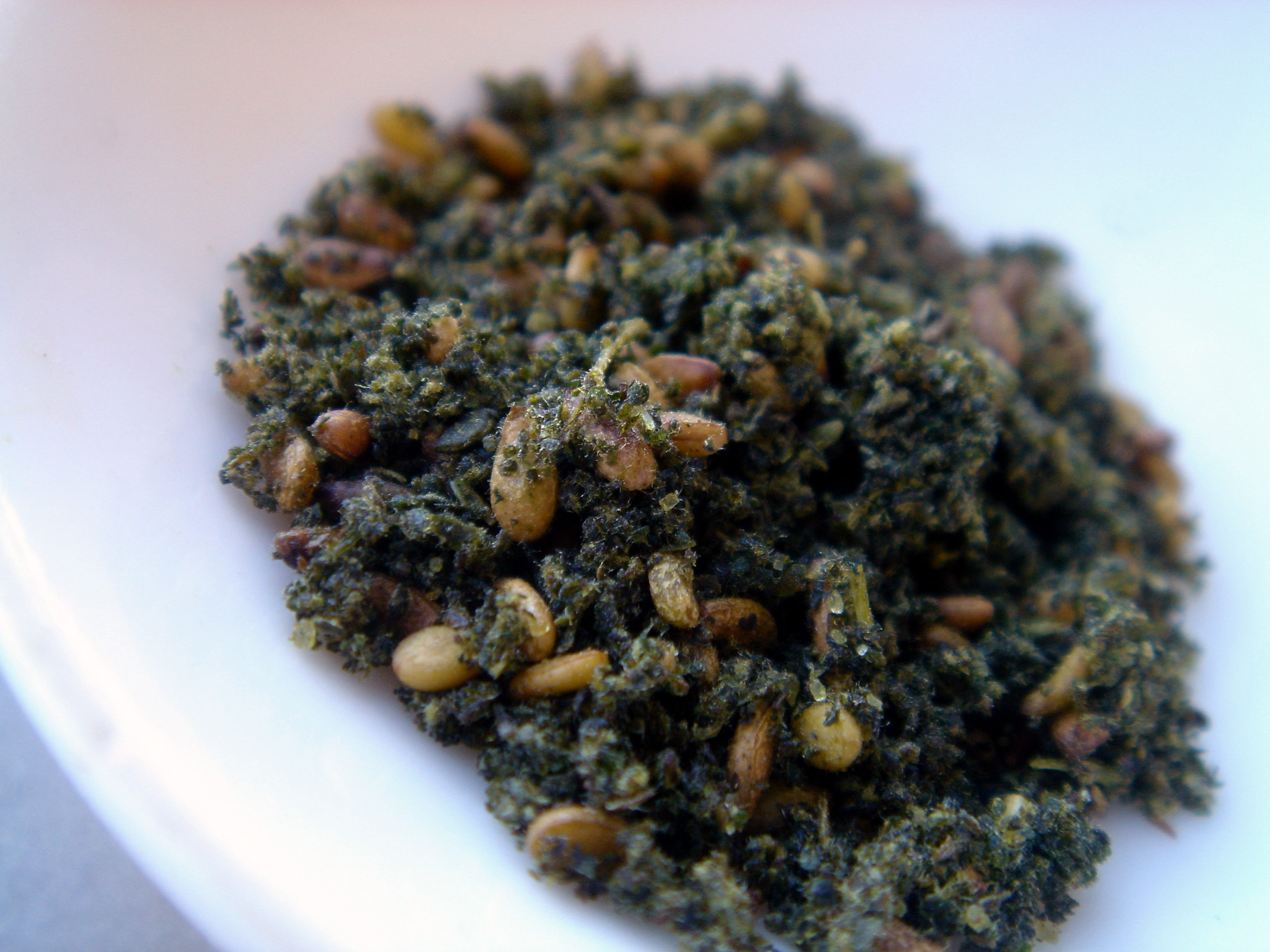
초록색 자타르
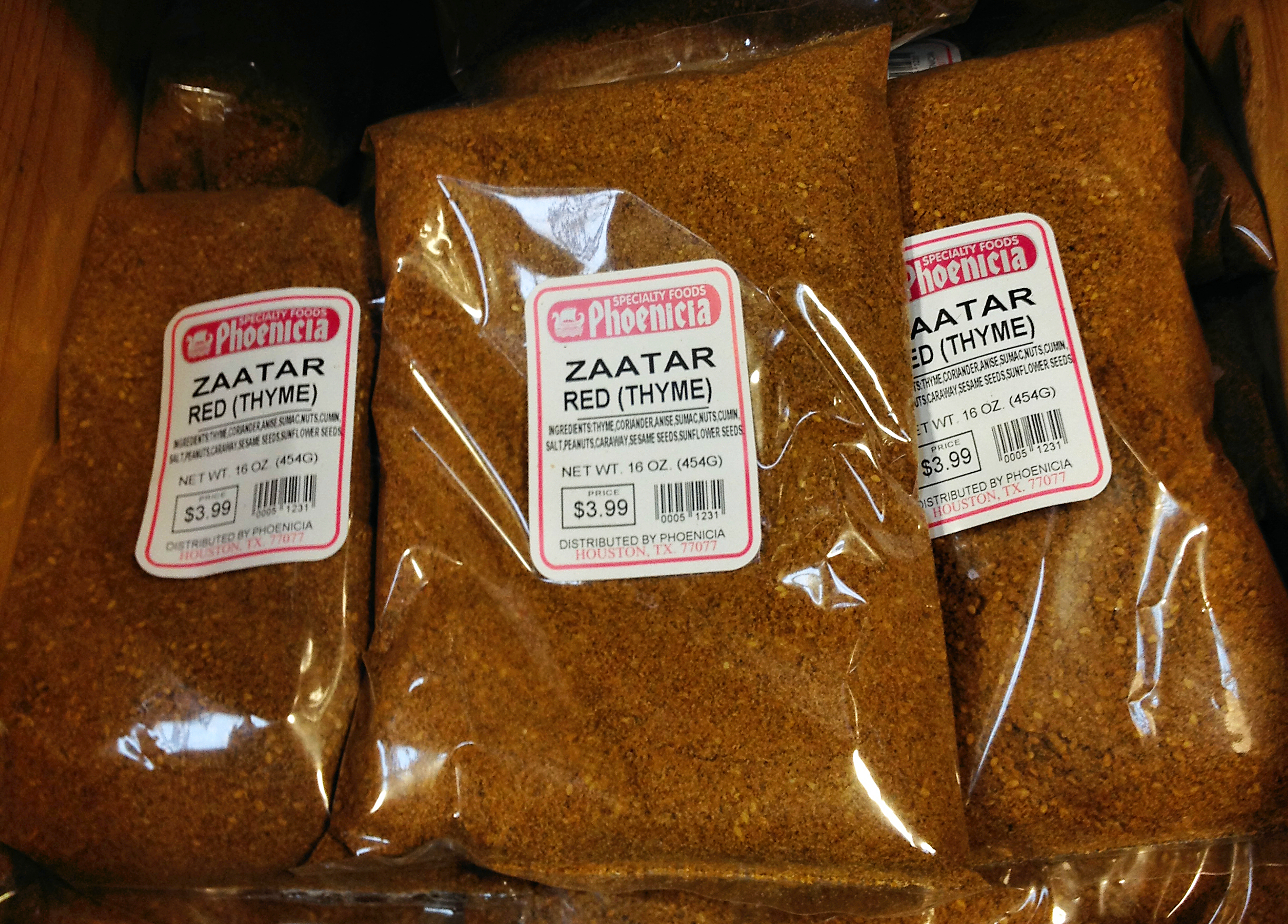
붉은색 자타르
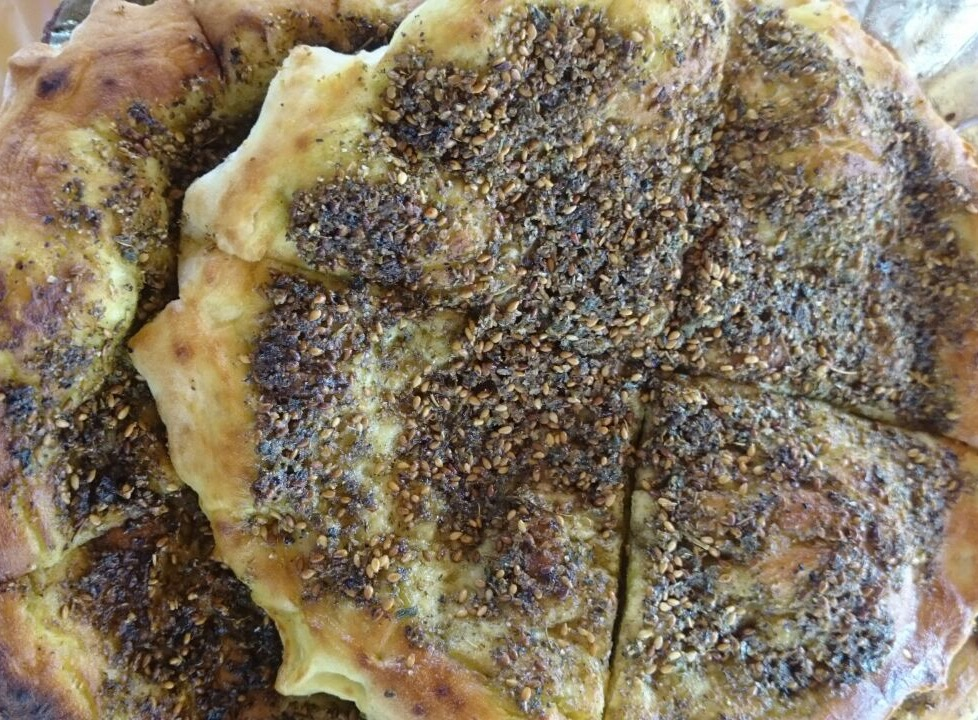
자타르를 발라 구운 마나끼시

## 같이 보기
- 둑까
- 바하라트
- 라스 엘하누트